# Ludźmierz (przystanek kolejowy)
Ludźmierz – zlikwidowany przystanek kolejowy położony w Ludźmierzu, w województwie małopolskim, w Polsce. Nie zachowały się żadne dowody istnienia budynku dworcowego.
Przystanek kolejowy został otwarty 1 lipca 1904 r. nie posiadał żadnych urządzeń technicznych i zabudowań stacyjnych. Przystanek został zamknięty w 1955 r. z powodu niedogodnego położenia, a ostatecznie zlikwidowany w 1958 r.